# Samuel Barber
Samuel Osborne Barber, ameriški skladatelj, * 9. marec 1910, West Chester, Pennsylvania, ZDA, † 23. januar 1981, New York, ZDA.
Barber velja za enega pomembnejših ameriških skladateljev 20. stoletja.

## Življenje
Že zelo zgodaj je pokazal glasbeno nadarjenost. Svoj prvi muzikal je napisal pri sedmih letih, prvo opero pri desetih, pri dvanajstih je začel igrati orgle, s štirinajstim letom pa se je začel učiti igranja klavirja. Ko je dopolnil osemnajst let, je prejel nagrado »Joseph H. Bearns Prize« za svojo Violinsko sonato. Glasbo je študiral na konservatoriju Curtis Institute of Music. Sodeloval je s pomembnimi umetniki svojega časa (Gian Carlo Menotti, Arturo Toscanini, Sena Jurinac, Leontyne Price, Francis Poulenc, Franco Zeffirelli ...). 
V svojih dvajsetih letih komponiranja je napisal vrsto uspešnih kompozicij, ki so mu prinesle slavo. Nekaj del je posvetil tudi svojemu služenju v vojski. Ko so kritiki ostro zavrnili njegovo tretjo opero Antonij in Kleopatra, je preživel nekaj let v samoti in se vdajal alkoholu. Umrl je za rakom leta 1981 v New Yorku.

## Dela (izbor)
Pisal je opere, balete, samospeve, sonate, komorno in vokalno glasbo, koncerte ...
Za svoje delo je prejel več nagrad, mdr. Pulitzerjevo nagrado.

### Opere
- Vanesa (1958)
- Antonij in Kleopatra (1966)

### Baleti
- Medeja (1947)